# Xabier Berasategi
Xabier Berasategi Garmendia (Olaberria, 8 april 2000) is een Spaans wielrenner die in 2023 prof werd bij Euskaltel-Euskadi.

## Carrière
In 2021 nam Berasategi deel aan de Ronde van Italië voor beloften, waar hij op plek 22 in het algemeen klassement eindigde. Een jaar later wist hij zijn klassering niet te verbeteren: hij eindigde op plek 25. Wel werd hij dat jaar vierde in de vijfde etappe. Later dat jaar werd hij zesde in de wegwedstrijd voor beloften op het nationale kampioenschap en nam hij deel aan de wegwedstrijd op de Middellandse Zeespelen.
In 2023 werd Berasategi prof bij Euskaltel-Euskadi, dat hem overhevelde vanuit hun opleidingsploeg. Zijn debuut voor de ploeg maakte hij op Mallorca, waar hij deelnam aan twee van de vijf manches van de Challenge Mallorca. Later dat jaar werd hij onder meer twaalfde in de Ronde van de Finistère en achtste in de Trofeo Matteotti. Zijn tweede profseizoen startte met de Clàssica Comunitat Valenciana, waar hij op plek 23 eindigde. Een dag later werd hij vijftiende in de Ruta de la Cerámica. In augustus 2024 maakte hij zijn debuut in een Grote Ronde, toen hij aan de start stond van de Ronde van Spanje. Zijn beste uitslag in die ronde was de negende plek in de veertiende etappe.
Aan het begin van het seizoen 2025, zijn derde seizoen als prof, werd Berasategi onder meer achttiende in de Clásica de Almería en tiende in de Cholet Agglo Tour. Eind maart eindigde in elk van de vijf etappes van de Ronde van Alentejo in de top tien, wat hem een vijfde plaats in het eindklassement opleverde. Na die vijfde plaats vertrok hij naar China, om deel te nemen aan de Ronde van Hainan. In die vijfdaagse etappekoers finishte hij elke dag bij de beste twaalf renners, waardoor hij het puntenklassement op zijn naam schreef. In het algemeen klassement werd hij, op 51 seconden van eindwinnaar Kyrylo Tsarenko, negende.

## Palmares

### Overwinningen
2025
Puntenklassement Ronde van Hainan

### Resultaten in voornaamste wedstrijden
| Jaar | Ronde van Italië | Ronde van Frankrijk | Ronde van Spanje |
| ---- | ---------------- | ------------------- | ---------------- |
| 2023 |                  |                     |                  |
| 2024 |                  |                     | 102e             |

| Jaar | Waalse Pijl | Clásica San Sebastián |
| ---- | ----------- | --------------------- |
| 2023 |             | 88e                   |
| 2024 | opgave      | 64e                   |

## Ploegen
- 2023 –  Euskaltel-Euskadi
- 2024 –  Euskaltel-Euskadi
- 2025 –  Euskaltel-Euskadi

E. Azparren · X. Azparren · Azurmendi · Ballarin · Berasategi · Bizkarra · Bou · Canal · Cuadrado · Etxeberria · Goikoetxea · Iribar · Isasa · Iturria · Juaristi · Lobato · López de Abetxuko · Martín · Maté ·  Soto
Aberasturi · Alustiza · Azparren · Azurmendi (tot 15/4) · Berasategi · Bizkarra · Bonillo · Bou · Cañellas · Cuadrado · de la Parte · Etxeberria · Fouché · Isasa · Iturria · Juaristi · López de Abetxuko · Martín · Maté · Mintegi · Zubeldia · Ganzabal (stagiair)